# سایتا
سایتا (یونانی: Αρχή Τηλεπικοινωνιών Κύπρου (ΑΤΗΚ)) شرکت مخابرات قبرسی است، که در سال ۱۹۶۱ تأسیس شد.